# وینچنتا، نیو ساوت ولز
وینچنتا (به انگلیسی: Vincentia) یک شهرک در استرالیا است که در نیو ساوت ولز واقع شده‌است.